# Minoresse

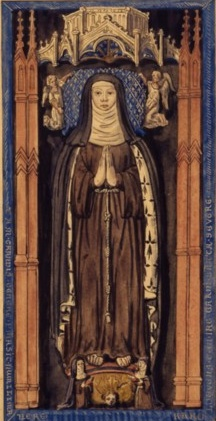
Isabella di Francia, fondatrice delle minoresse

Le minoresse o clarisse isabelliane sono una famiglia religiosa del secondo ordine francescano.

## Storia
Il loro primo monastero fu fondato attorno al 1255 a Longchamp, presso Parigi, dalla beata Isabella di Francia, sorella di re Luigi IX. Bonaventura da Bagnoregio, che contribuì alla redazione della regola, dedicò a Isabella la sua opera De perfectione ad sorores.
Le minoresse seguivano una regola basata su quella di santa Chiara ma con alcune mitigazioni (ad esempio, era consentita la proprietà in comune dei beni): la regola fu approvata il 2 febbraio 1259 e, dopo altre mitigazioni, da papa Urbano IV il 27 luglio 1263.
Oltre che in Francia, monasteri isabelliani sorsero in Inghilterra e Italia: Margherita Colonna ne fondò uno a Palestrina, trasferito nel 1284 in San Silvestro in Capite a Roma; un altro fu fondato sempre a Roma, presso San Lorenzo in Panisperna.
I monasteri inglesi furono dissolti sotto il regno di Enrico VIII e quelli francesi di Longchamp e La Guiche furono soppressi durante la Rivoluzione. Anche le altre comunità cessarono di vivere.